# شهر آرمان
شهر آرمان (به لاتین: Shahr-e Arman) یک منطقهٔ مسکونی در افغانستان است که در ولایت بادغیس واقع شده‌است.